# Pecoricco
Il Pecoricco è un formaggio siciliano ovi-caprino con pasta morbida e compatta originario dei Monti Nebrodi.

Il formaggio è un primosale farcito di rucola, capperi, olive (o olive ripiene) e peperoncino rosso.